# Gawar Windé
Pour les articles homonymes, voir Gawar.
Gawar Windé (ou Gawar Vinde, Vinde Gaouar, Vindé Gawar, Vindé Gaouar, Vinde Gawar, Gawar Vindé) est une localité du Cameroun située dans le département du Mayo-Tsanaga et la Région de l'Extrême-Nord, à proximité de la frontière avec le Nigeria. Elle fait partie du canton de Gawar dans la commune de Mokolo. 

## Population
En 1966-1967 Gawar Windé comptait 418 habitants, pour la plupart Foulbé, également Mafa ou Kapsiki. Lors du recensement de 2005, 963 personnes y ont été dénombrées.

## Géographie
La plaine de Gawar est une plaine de piedmont dont l’altitude est comprise entre 500  et   600 m. Elle couvre une superficie de près de 80 000 ha dans les monts Mandara, dans la province de l’Extrême–Nord au Cameroun (Maïnam, 1999). Le climat est de type soudano-sahélien, modifié par les effets orographiques. La pluviométrie moyenne annuelle varie entre 800  et   1 000 mm ; la saison des pluies s’étend de juin en octobre et les précipitations sont surtout à caractère orageux. Elles provoquent alors un ruissellement abondant et le risque d’érosion est très élevé (Brabant et Gavaud, 1985). Les températures oscillent entre 13 °C (janvier) et 38 °C (avril) ; la température moyenne annuelle est de 28 °C ; l’évapotranspiration potentielle annuelle est d’environ 1 600 mm (Maïnam, 1999).
La zone de Gawar est caractérisée par une grande variabilité des sols. (Pontanier et Kotto-Samè, 1982) ont identifié dix types de sols : des vertisols typiques, des vertisols dégradés, des sols d’apport à tendance vertique, des lithosols à granite, des sols lithosoliques d’érosion, des sols d’apport à tendance ferrugineuse, des sols ferrugineux peu lessivés, des sols halomorphes ou sols hardés, des sols alluviaux modaux et des sols ferrugineux lessivés. Ces derniers ont fait l’objet d’une caractérisation physicochimique et d’une évaluation pour la culture du maïs.

### Caractérisation des sols
Les sols ferrugineux lessivés de Gawar ont été décrits sur la base des observations de terrain, des analyses physiques et chimiques, et des travaux antérieurs (Pontanier et Kotto–Samè, 1982 ; Brabant et Gavaud, 1985). Une analyse granulométrique a permis l’identification de la texture. Les analyses chimiques ont été réalisées selon des méthodes conventionnelles. Ainsi, la matière organique a été déterminée par la méthode de Walkley et Black ; le calcaire total par la méthode à l’acide sulfurique ; la conductivité électrique par la méthode à l’hexametaphosphate de sodium ; le pH-H2O et pH-KCl à l’aide d’un pH-mètre dans un rapport 1/2,5 (10 g de prise d’essai pour 25 ml d’eau distillée ou de KCl) ; la CEC par la méthode à l’acétate d’ammonium ; les bases échangeables (Ca, Mg, K et Na) et le P total par spectrophotométrie atomique ; le phosphore assimilable par la méthode Olsen ; l’azote total par titrage après minéralisation de l’extrait à chaud à l’acide sulfurique (Pauwels et al. 1992).
Les caractéristiques considérées sont celles correspondant à la section des 25 cm superficiels du sol. La discussion des résultats a été faite sur la base de standards disponibles sur l’appréciation du statut physico-chimique des sols (Sys et al., 1991 ; Euroconsult, 1989). Le rapport cationique Ca/Mg/K a été déterminé et comparé à l’optimum 76/18/6 tel que proposé par Sys et al. (1991).